# Adam Monroe
Adam Monroe, más néven Takezo Kensei egy kitalált szereplő a Hősök című televíziósorozatban, akit David Anders alakít. Adam Monroe spontán regenerációval rendelkezik, akárcsak Claire Bennet. Adam a Társaság egyik alapítója, akit nézetei miatt bezártak, majd a kulcsot eldobták. Több, mint 400 éves.
Adamről (akkor még Takezo Kensei) először az első évadban hallhattunk történetet, amiről Hiro Nakamura útján tudhattunk meg egyre többet. Első évad utolsó részében, mikor elkezdődik a második fejezet, láthatjuk Takezo Kenseit, igaz, később kiderül, hogy csak valaki beöltözött. Először a Négy hónappal később részben láthatjuk. Arthur Petrelli elveszi a képességét, és így meghal, mivel a képessége nélkül nem élt volna 400 évet.